# Константина (Лодзинське воєводство)
Константина (пол. Konstantyna) — село в Польщі, у гміні Жґув Лодзький-Східного повіту Лодзинського воєводства.